# Ченчер, Петер
Петер Ченчер (нем. Peter Tschentscher; род. 20 января 1966[…], Бремен) — германский медик и политик, член СДПГ, бургомистр Гамбурга (с 2018).

## Биография
В 1985 году окончил среднюю школу в Ольденбурге, прошёл альтернативную гражданскую службу, с 1987 года изучал медицину в Гамбургском университете. С 1993 года проходил практику в гамбургской больнице Святого Георгия и в 1994 году сдал экзамен. В 1995 году получил степень доктора медицины, в 1997 году окончил аспирантуру по молекулярной биологии. Работал в больнице Святого Георгия и в университетской клинике Гамбург-Эппендорф, в 2003 году принят в Немецкое общество клинической химии и лабораторной медицины.
В 1989 году вступил в СДПГ, с 2007 по 2018 год являлся председателем отделения СДПГ в округе Гамбург-Север и с 2007 года — членом земельного совета гамбургской организации СДПГ. С 2008 по 2011 год — депутат городского совета Гамбурга.
23 марта 2011 года назначен министром финансов Гамбурга в первом Сенате Олафа Шольца.
28 марта 2018 года избран председателем Сената и первым бургомистром свободного ганзейского города Гамбург (кандидатуру Ченчера поддержал 71 депутат городского совета из 121).
2 марта 2022 года Ченчер объявил, что яхтам российских миллиардеров, попавших под санкции Евросоюза из-за войны между Россией и Украиной, запрещено покидать порт Гамбурга. 3 марта стало известно об аресте в Гамбурге яхты Алишера Усманова Dilbar (по сведениям журнала Stern, яхта президента Путина Graceful покинула порт в феврале).